# Say It Right
Say It Right ha tingut un enorme èxit internacional. Tercer a Amèrica i Oceania i quart a Europa i Àsia, es tracta del senzill del tercer disc d'estudi de la cantant Nelly Furtado, anomenat Loose. És una cançó de tempo lent-moderat, té una durada de 3'43s i és d'estil Pop/Hip-Hop. El seu videoclip ha estat vist per uns 12 milions de persones a la pàgina web Youtube, entrant al Top10 dels més vistos de la història de la pàgina, i superant l'èxit de Beyonce, Irreplaceable. Molts consideren Say It Right la cançó més reeixida de Nelly Furtado en la seva carrera, però com que All Good Things (Come To An End) acaba de ser llançat a Amèrica i Oceania, encara no està tot dit.
La cançó ha arribat al número 1 del Billboard dels EUA durant una setmana, tot i així, ha superat les 1.970.000 descàrregues legals, cosa que demostra la permanència en descàrregues, temps després d'assolir el número 1. A més ha estat primer també, a la llista de senzills més venuts d'Europa durant dues setmanes, justament després que All Good Things perdés la primera posició en vendes envers She's Madonna de Robbie Williams. Portant 30 setmanes a la llista europea, encara segueix al Top 10, i també porta 29 setmanes al Top 10 mundial, superant per una setmana a l'èxit Believe de Cher.
Ha arribat al primer lloc en més de 20 països (uns 31 de moment), i ha arribat al segon lloc de la llista internacional (tot i que s'ha mantingut al Top 10 des dels inicis d'aquest any). A principis d'agost, 'Say It Right és, de moment, el segon senzill més venut internacionalment el 2007 amb més de 7.500.000 senzills venuts darrere d'Umbrella de la Rihanna amb en Jay-Z, amb 7.507.000 senzills venuts de moment.

## Posicions a les llistes
- 1 Belarús, Canadà, Costa Rica, Croàcia, Europa, Hongria, Indonèsia, Israel, Japó, Letònia, Lituània, Luxemburg, Montenegro, Nova Zelanda, Panamà, Polònia, Portugal, Romania, Eslovàquia, Eslovènia, Sud Àfrica, Suïssa, Turquia, Ucraïna, Estats Units, Itàlia, França
- 2 Austràlia, Àustria, Xile, Estònia, Alemanya, Holanda, Antilles Neerlandeses, Noruega, Perú, Món
- 3 Brasil, Bulgària
- 6 Malta, Niue, Rússia, Paraguai
- 8 República Txeca, Groenlàndia, Iber-Amèrica
- 9 Xipre, Ghana
- 10 Regne Unit
- 11 Suècia, Singapur

## Llistes
| Llistes (2007)                    | Posició màxima  |
| --------------------------------- | --------------- |
| Australian ARIA Singles Chart     | 2 (3 setmanes)  |
| Austria Singles Top 75            | 2               |
| Belarus Airplay Chart             | 1               |
| Belgium Ultratop 50 Singles Chart | 5               |
| Brazilian Hot 100 Singles Chart   | 2 (3 setmanes)  |
| Bulgarian National Top 40         | 3               |
| Canadian BDS Airplay Chart        | 1               |
| Chile Top 100 Singles             | 67              |
| Costa Rican Singles Chart         | 1               |
| Croatia Singles Chart             | 1               |
| Czech IFPI Chart                  | 1 (17 setmanes) |
| Denmark Airplay Chart             | 3               |
| Espanya Top 20 Descàrregues       | 4 (3 setmanes)  |
| Spain National Top 40             | 6               |
| Los 40 Espanya                    | 1 (2 setmanes)  |
| Spanish Airplay Chart             | 8               |
| Estonian Airplay Chart            | 2               |
| European Singles Chart            | 1 (2 setmanes)  |
| European Hit Radio Top 40         | 1               |
| Finland Singles Top 20            | 15              |
| France Singles Chart              | 1 (1 setmana)   |
| German Singles Chart              | 2 (9 setmanes)  |
| Greece Singles Chart              | 13              |
| Greenland Top 20 Airplay Chart    | 8               |
| Hungarian Airplay Chart           | 1               |
| Ibero America Top 100             | 8               |
| Indonesia LIMA Top 50 Charts      | 1               |
| Irish Singles Chart               | 12              |
| Italy FIMI Singles Chart          | 1               |
| Latin America Top 40 Airplay      | 18              |
| Latvian Airplay Chart             | 1               |
| Lithuanian Airplay Chart          | 1               |
| Luxembourg Top 50 Singles         | 1               |
| Mexico Top 100                    | 43              |

| Llistes (2007)                     | Posició màxima |
| ---------------------------------- | -------------- |
| Netherlands Dutch Top 40           | 2              |
| Netherlands Antilles Airplay Chart | 2              |
| New Zealand RIANZ Singles Chart    | 1              |
| Niue Singles Charts                | 6              |
| Norway Singles Top 20              | 2              |
| Panama Top 40                      | 1              |
| Paraguay Singles Chart             | 6              |
| Philippines MYX Hit Chart          | 1              |
| Polish National Top 50             | 1              |
| Portuguese National Top 50         | 1              |
| Romanian Airplay Chart             | 1              |
| Russian Airplay Chart              | 6              |
| Singapore Top 20                   | 1              |
| Slovak Republic Airplay Chart      | 1              |
| Slovenian Singles Chart            | 1              |
| South Africa 5FM Chart             | 1              |
| Sweden Singles Top 60              | 11             |
| Swiss Chart                        | 1              |
| Turkey Airplay Chart               | 1              |
| UK Singles Chart                   | 10             |
| Ukraine Airplay Chart              | 1              |
| U.S. ARC Weekly Top 40             | 1              |
| U.S. Billboard Hot 100             | 1 (1 setmana)  |
| U.S. Billboard Pop 100             | 1 (3 setmanes) |
| U.S. Billboard Top 40 Mainstream   | 1 (2 setmanes) |
| U.S. Billboard Adult Top 40        | 2              |
| U.S. Billboard Rhythmic Top 40     | 7              |
| U.S. Billboard Hot Dance Club Play | 1              |
| United World Chart                 | 2 (1 setmana)  |

## Vendes Internacionals
- EUA => 2.018.000 (2xPlatí)
- Alemanya => 540.000 (Platí + Or)
- Austràlia => 100.000 (Platí)
- Canadà => +70.000 (3xPlatí)
- Regne Unit => 380.000 (Or)
- Bèlgica => 59.000 (Platí)
- Itàlia => 160.000 (3xPlatí)
- Holanda => 50.000 (Or)
- Suïssa => 40.000 (Platí)
- Grècia => 30.000 (Platí)
- Portugal => 90.000 (2xPlatí)
- Polònia => 40.000 (2xPlatí)
- França => +271.000 (Platí)
- Espanya => 56.000 (2xPlatí)
- Àustria => 35.000 (Platí)
- Brasil => 70.000 (Platí)
- Japó => 349.000 (Platí)
- Europa => +3.800.000 (3xPlatí)
- Món => 8.527.000 (8xPlatí)